# Хьюм, Уильям, 8-й граф Хьюм
Генерал-лейтенант Уильям Хьюм, 8-й граф Хьюм (англ. William Home, 8th Earl of Home; 1681 — 28 апреля 1761) — шотландский пэр и британский губернатор Гибралтара (1757—1761).

## Происхождение
Родился в 1681 году. Старший сын Александра Хьюма, 7-го графа Хьюма (? — 1720), и леди Энн Керр (? — 1727), дочери генерал-лейтенанта Уильяма Керра, 2-го маркиза Лотиана, и леди Джейн Кэмпбелл.

## Карьера
В 1720 году после смерти своего отца Уильям Хьюм унаследовал титулы 8-го графа Хьюма (Пэрство Шотландии), 8-го лорда Дангласа (Пэрство Шотландии) и 13-го лорда Хьюма (Пэрство Шотландии).
В 1735 году лорд Хьюм был зачислен во 2-й драгунский гвардейский полк. В декабре 1742 года Уильям Хьюм женился на богатой ямайско-английской наследнице Элизабет Лоус (1703/1704 — 15 января 1784), дочери Уильяма Гиббонса и вдове Джеймса Лоуса (? — 1734). У супругов не было детей, и граф бросил свою жену в феврале 1743 года по неизвестным причинам, приняв звание капитана в 3-м полку драгунской гвардии в июле 1743 года. Однако формально пара оставалась женатой, и графиня Хьюм стала светской фигурой, щедро развлекая гостей в своем лондонском доме, Хьюм-хаус.
Шотландский пэр-представитель в Палате лордов Великобритании в 1741—1761 годах.
Лорд Хьюм сражался в битве при Престонпансе в 1745 году под командованием сэра Джона Коупа. За свои заслуги ему было поручено командование добровольческим пехотным полком Глазго, которому было приказано защищать Стерлинг. Он хорошо справился, поскольку большинство якобитских сил находились в Англии, направляясь в Дерби с Красавчиком Принцем Чарли.
В августе 1750 года он стал полковником 48-го (Нортгемптонширского) пехотного полка, а в апреле 1752 года был переведён в 25-й (Эдинбургский) пехотный полк, где и оставался до своей смерти. В 1755 году он получил звание генерал-майора.
В 1757 году он был назначен губернатором Гибралтара, а в 1759 году произведён в генерал-лейтенанты.

## Смерть и наследие
Лорд Хьюм должен был вернуться в Англию 29 апреля 1761 года, но умер за день до этого в Гибралтаре. Его младший брат Александр Хьюм (? — 1786) стал его преемником в качестве 9-го графа Хьюма. Несмотря на разделение, его жена Элизабет сохранила свой титул и оставалась независимой и богатой благодаря своему отцу и первому мужу до своей смерти в 1784 году. Она была похоронена в Вестминстерском аббатстве.